# Imagine Entertainment

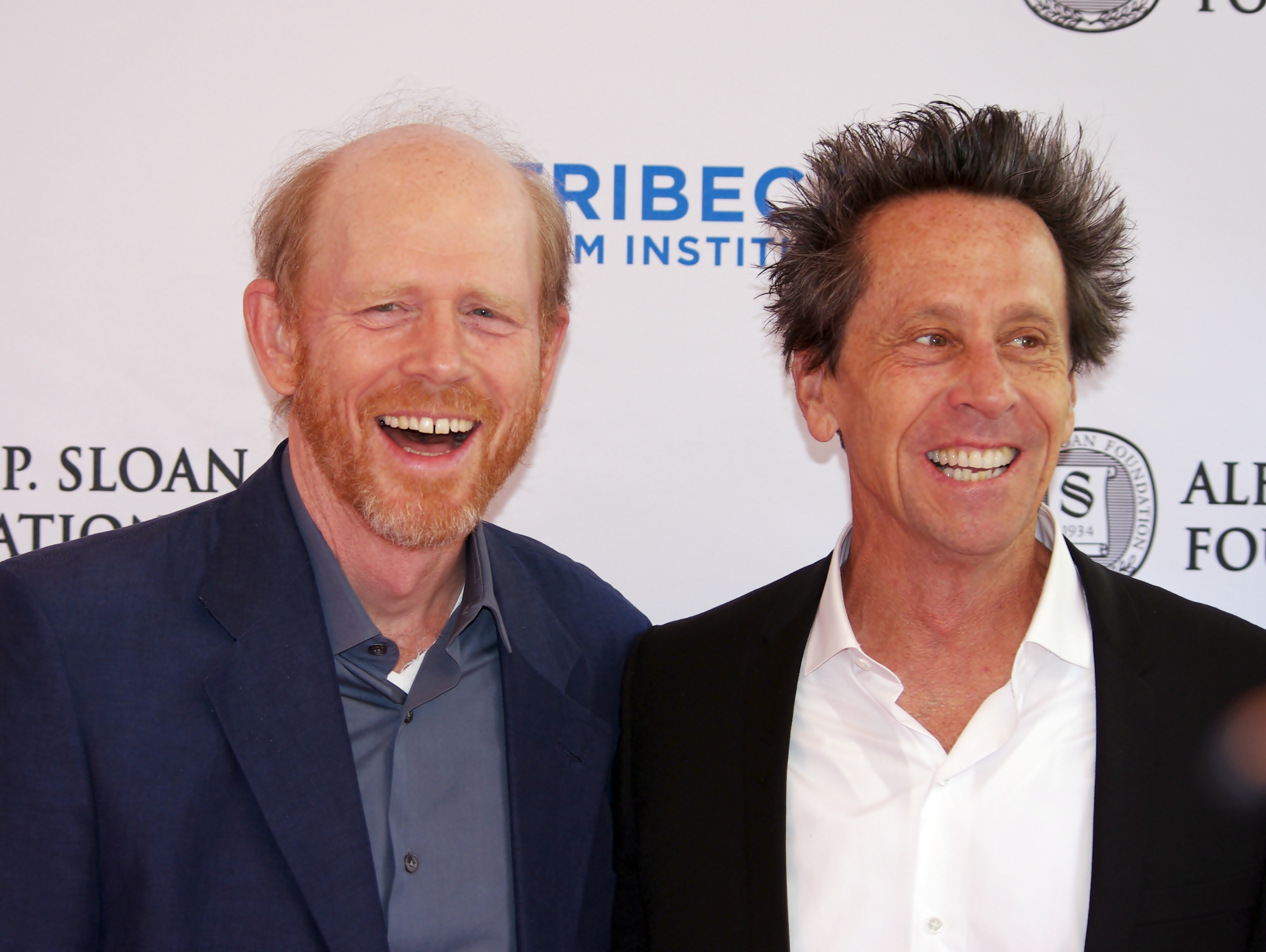
Ron Howard et Brian Grazer au Festival du film de TriBeCa pour la présentation de Un homme d'exception

Imagine Entertainment est une société de production audiovisuelle américaine créée par Brian Grazer et Ron Howard en 1985. Elle possède également une filiale appelée Imagine Television pour la production télévisée.

## Productions

### Cinéma
- 1987 : Mon père c'est moi (Like Father Like Son) de Rod Daniel
- 1988 : Willow de Ron Howard
- 1988 : Enquête en tête (Vibes) de Ken Kwapis
- 1988 : Retour à la vie (Clean and Sober) de Glenn Gordon Caron
- 1989 : Les Banlieusards (The 'Burbs) de Joe Dante
- 1989 : Une journée de fous (The Dream Team) d'Howard Zieff
- 1989 : Portrait craché d'une famille modèle (Parenthood) de Ron Howard
- 1990 : Cry-Baby de John Waters
- 1990 : Dans les pompes d'un autre (Opportunity Knocks) de Donald Petrie
- 1990 : Un flic à la maternelle (Kindergarten Cop) d'Ivan Reitman
- 1990 : Junior le terrible (Problem Child) de Dennis Dugan
- 1991 : The Doors de Oliver Stone
- 1991 : Closet Land de Radha Bharadwaj
- 1991 : Backdraft de Ron Howard
- 1991 : Junior le terrible 2 (Problem Child 2) de Brian Levant
- 1991 : My Girl d'Howard Zieff
- 1992 : Horizons lointains (Far and Away) de Ron Howard
- 1992 : Fais comme chez toi ! (House Sitter) de Frank Oz
- 1992 : Boomerang de Reginald Hudlin
- 1993 : CB4 de Tamra Davis
- 1993 : Un flic et demi (Cop and a Half) d'Henry Winkler
- 1993 : Le Concierge du Bradbury (For Love or Money) de Barry Sonnenfeld
- 1994 : My Girl 2 d'Howard Zieff
- 1994 : Greedy de Jonathan Lynn
- 1994 : Le Journal (The Paper) de Ron Howard
- 1994 : Deux Cow-boys à New York (The Cowboy Way) de Gregg Champion
- 1995 : Apollo 13 de Ron Howard
- 1996 : Sergent Bilko (Sgt. Bilko) de Jonathan Lynn
- 1996 : Fear de James Foley
- 1996 : Le Professeur foldingue (The Nutty Professor) de Tom Shadyac
- 1996 : La Rançon (Ransom) de Ron Howard
- 1996 : L'Héritage de la haine (The Chamber) de James Foley
- 1997 : Menteur, menteur (Liar Liar) de Tom Shadyac
- 1997 : Les Années rebelles (Inventing the Abbotts) de Pat O'Connor
- 1998 : Code Mercury (Mercury Rising) de Harold Becker
- 1998 : Psycho de Gus Van Sant
- 1999 : En direct sur Ed TV (EDtv) de Ron Howard
- 1999 : Perpète (Life) de Ted Demme
- 1999 : Bowfinger, roi d'Hollywood (Bowfinger) de Frank Oz
- 1999 : Au-delà du ring (Beyond the Mat) de Barry W. Blaustein
- 2000 : La Famille foldingue (Nutty Professor II: The Klumps) de Peter Segal
- 2000 : Le Grinch de Ron Howard
- 2001 : Un homme d'exception (A Beautiful Mind) de Ron Howard
- 2002 : Opération funky (Undercover Brother) de Malcolm D. Lee
- 2002 : Blue Crush de John Stockwell
- 2002 : Harvard à tout prix (Stealing Harvard) de Bruce McCulloch
- 2002 : 8 Mile de Scott Silver
- 2003 : Intolérable Cruauté (Intolerable Cruelty) de Joel Coen
- 2003 : Les Disparues (The Missing) de Ron Howard
- 2003 : Le Chat chapeauté (The Cat in the Hat) de Bo Welch
- 2004 : Alamo (The Alamo) de John Lee Hancock
- 2004 : Friday Night Lights de Peter Berg
- 2005 : Inside Deep Throat (documentaire) de Fenton Bailey et Randy Barbato
- 2005 : De l'ombre à la lumière (Cinderella Man) de Ron Howard
- 2005 : Flight Plan (Flightplan) de Robert Schwentke
- 2005 : Braqueurs amateurs (Fun with Dick and Jane) de Dean Parisot
- 2006 : Georges le petit curieux (Curious George) de Matthew O'Callaghan
- 2006 : Inside Man : L'Homme de l'intérieur (Inside Man) de Spike Lee
- 2006 : Da Vinci Code (The Da Vinci Code) de Ron Howard
- 2007 : American Gangster de Ridley Scott
- 2008 : L'Échange (Changeling) de Clint Eastwood
- 2008 : Frost/Nixon : L'Heure de vérité (Frost/Nixon) de Ron Howard
- 2009 : Anges et Démons (Angels & Demons) de Ron Howard
- 2010 : Robin des Bois (Robin Hood) de Ridley Scott
- 2011 : Le Dilemme (The Dilemma) de Ron Howard
- 2011 : Une soirée d'enfer (Take Me Home Tonight) de Michael Dowse
- 2011 : Cowboys et Envahisseurs (Cowboys and Aliens) de Jon Favreau
- 2011 : Restless de Gus Van Sant
- 2011 : Le Casse de Central Park (Tower Heist) de Brett Ratner
- 2011 : J. Edgar de Clint Eastwood
- 2012 : Katy Perry, le film : Part of Me (Katy Perry: Part of Me) de Katy Perry
- 2013 : Rush de Ron Howard
- 2013 : Made in America (documentaire) de Ron Howard
- 2014 : Get On Up de Tate Taylor
- 2014 : The Good Lie de Philippe Falardeau
- 2015 : Au cœur de l'Océan (In the Heart of the Sea) de Ron Howard
- 2015 : Prophet's Prey (documentaire) de Amy J. Berg
- 2015 : Noël chez les Cooper (In the Heart of the Sea) de Jessie Nelson
- 2016 : Pelé : Naissance d’une légende (Pelé: Birth of a Legend) de Jeff Zimbalist et Michael Zimbalist
- 2016 : Inferno de Ron Howard
- 2016 : The Beatles: Eight Days a Week (documentaire) de Ron Howard
- 2017 : Lowriders de Ricardo de Montreuil
- 2017 : La Tour sombre (The Dark Tower) de Nikolaj Arcel
- 2017 : Barry Seal : American Traffic (American Made) de Doug Liman
- 2018 : L'Espion qui m'a larguée (The Spy Who Dumped Me) de Susanna Fogel
- 2019 : Pavarotti (documentaire) de Ron Howard
- 2019 : Once Were Brothers: Robbie Robertson and the Band (documentaire) de Daniel Roher
- 2020 : Dads (documentaire) de Bryce Dallas Howard
- 2020 : Rebuilding Paradise de Ron Howard
- 2020 : Une ode américaine (Hillbilly Elegy) de Ron Howard
- 2021 : Julia (documentaire) de Julie Cohen et Betsy West
- 2021 : Paper & Glue (documentaire) de JR
- 2022 : Thirteen Lives de Ron Howard
- 2023 : Noël à Candy Cane Lane (Candy Cane Lane) de Reginald Hudlin
- 2026 : How to Rob a Bank de David Leitch

### Séries télévisées
- 1998 : De la Terre à la Lune (From the Earth to the Moon)
- 1998-2002 : Felicity
- 1999-2001 : Les Stubbs (The PJs)
- 2001-présent : 24 heures chrono (24)
- 2001-2006 puis 2013 : Arrested Development
- 2003 : Miss Match
- 2004-2005 : Les Quintuplés (Quintuplets)
- 2005 : The Inside : Dans la tête des tueurs (The Inside)
- 2006 : Saved
- 2006-2008 : Shark
- 2006-2011 : Friday Night Lights
- 2009-2011 : Lie to Me
- 2010-2015: Parenthood
- 2011 : Friends with Benefits
- 2013 : How to Live with Your Parents (for the Rest of Your Life)
- 2017 : Genius
- 2019-2023 : Wu-Tang : An American Saga
- depuis 2019 : Why Women Kill
- depuis 2020 : Filthy Rich
- depuis 2020 : Les Astronautes (The Astronauts)